# Le nuove avventure di Flipper
Le nuove avventure di Flipper (Flipper) è una serie televisiva statunitense andata in onda per due stagioni in syndication e per altre due stagioni sulla rete televisiva PAX.
La serie è il remake della serie televisiva degli anni sessanta Flipper. È ambientata in un centro di ricerca sui delfini nella 1ª stagione, in seguito anche in un centro di soccorso (Air Sea Rescue, in originale) che si aggiunge al primo; a varie riprese cambiano tutti i personaggi. Il cast iniziale includeva Jessica Alba, che ha avuto in questa serie il primo ruolo fisso in televisione.

## Trama
La serie riprende uno dei personaggi degli anni '60, Keith "Bud" Ricks, divenuto ora adulto: Keith dirige un centro in cui studia i delfini, uno dei quali battezzato Flipper. In questa versione, Flipper è il protettore di una coppia di ragazzini, Mike e Maya, successivamente aiuta il vice-sceriffo Tom nei salvataggi in mare. Le trame degli episodi comprendono una situazione di pericolo risolta, almeno in parte, dall'intervento del delfino e variano dall'avvistamento di una sirena al ritrovamento di un cadavere; lo stile si alleggerisce a partire dalla seconda stagione diventando in varie puntate più simile a una commedia. Nella terza e quarta stagione, la serie si concentra sulla famiglia di Tom, ora patrigno di due bambini, Chris e Jackie, che diventano i nuovi amici di Flipper.

## Personaggi
- Flipper è un delfino che avendo un'intelligenza superiore alla media è stato chiamato così a ricordo dell'altro delfino della serie originaria. Ha una controfigura disegnata al computer e un'altra meccanica (Fonte: dizionario dei telefilm Garzanti 2004).

- Keith Ricks (stagione 1) interpretato da Brian Wimmer, è un biologo marino ed è il capo del centro di ricerca. È inoltre il collegamento alla serie originale, dove aveva il soprannome di Bud ed era un bambino.

- Pamela Blondell, detta Pam (stagione 1), interpretata da Colleen Flynn, è la collega di Keith. Pam è un tenente della marina militare ma lavora anch'essa come biologa; è divorziata ed ha un pessimo rapporto con l'ex marito.

- Mike Blondell (stagione 1), interpretato da Payton Haas, è il figlio di Pam ed ha 14 anni; incosciente e ribelle, è specializzato nel finire nei guai, ma capace comunque di buone azioni.

- Maya Grahm (stagioni 1 e 2), interpretata da Jessica Alba, è un'amica e compagna di avventure di Mike. Cresciuta senza genitori, è appassionata di sirene e magia. Nella 2ª stagione lavora assieme alla dottoressa Jennifer.

- Tom Hampton (stagioni 2-3-4), interpretato da Whip Hubley, è il capo del centro di soccorso. All'inizio della 3ª stagione sposa la vedova Alex Parker (interpretata da Tiffany Lamb), che si trasferisce sul posto con i suoi due figli.

- Jennifer Daulton (stagione 2), interpretata da Elizabeth Morehead, è una biologa nuova direttrice del centro di ricerca e soccorso; si occupa dei delfini dopo la partenza di Keith e Pam. Viene sostituita da Alex nelle ultime due stagioni.

- Edouard "Cap" Daulton (stagioni 2-3-4), interpretato da Gus Mercurio, è il padre di Jennifer, un anziano marinaio che spesso aiuta gli altri personaggi.

- Dean Gregson (stagione 2), interpretato da Scott Michaelson e Holly Myers (stagioni 2-3-4), interpretata da Anja Coleby, sono due aiutanti del centro di ricerca e soccorso.

- Quinn Garnett (stagione 2), interpretato da Wren T. Brown, è il collega di Tom, sostituito da Mark Delaney (interpretato da Darrin Klimek) nella 3ª e 4ª stagione.

- Chris e Jackie Parker, interpretati da Craig Marriott e Laura Donaldson, (stagioni 3-4) sono i figli di Alex e del suo precedente marito.

- Courtney Gordon (stagioni 3-4), interpretata da Skye Patch, è una nipote di Tom, che si trasferisce andando a vivere da lui.

## Episodi
| Stagione         | Episodi | Prima TV originale | Prima TV Italia |
| ---------------- | ------- | ------------------ | --------------- |
| Prima stagione   | 22      | 1995-1996          | 1996            |
| Seconda stagione | 22      | 1996-1997          |                 |
| Terza stagione   | 17      | 1998-1999          |                 |
| Quarta stagione  | 27      | 1999-2000          |                 |

## Produzione
La serie fu prodotta da Samuel Goldwyn Company e Tribute Entertrainment e filmata in gran parte sulla Gold Coast in Australia, benché sia ambientata in Florida; l'isola di Grassy Key e altre località della Florida sono state utilizzate per le riprese nei primi episodi.

### Registi
Tra i registi sono accreditati:
- Donald Crombie in 7 episodi (1995-1997)
- Brendan Maher in 4 episodi (1995-1997)
- Tommy Lee Wallace in 3 episodi (1995-1996)

### Sceneggiatori
Tra gli sceneggiatori sono accreditati:
- Ricou Browning in 20 episodi (1995-1996)
- Jack Cowden in 20 episodi (1995-1996)